# Лагуна (Њу Мексико)
Лагуна (енгл. Laguna) насељено је место без административног статуса у америчкој савезној држави Њу Мексико.

## Демографија
По попису из 2010. године број становника је 1.241, што је 818 (193,4%) становника више него 2000. године.
| Група             | 2000.     | 2010.     |
| Белци             | 9 (2,1%)  | 11 (0,9%) |
| Афроамериканци    | 2 (0,5%)  | 0 (0,0%)  |
| Азијати           | 0 (0,0%)  | 0 (0,0%)  |
| Хиспаноамериканци | 13 (3,1%) | 64 (5,2%) |
| Укупно            | 423       | 1.241     |